# Alguidar

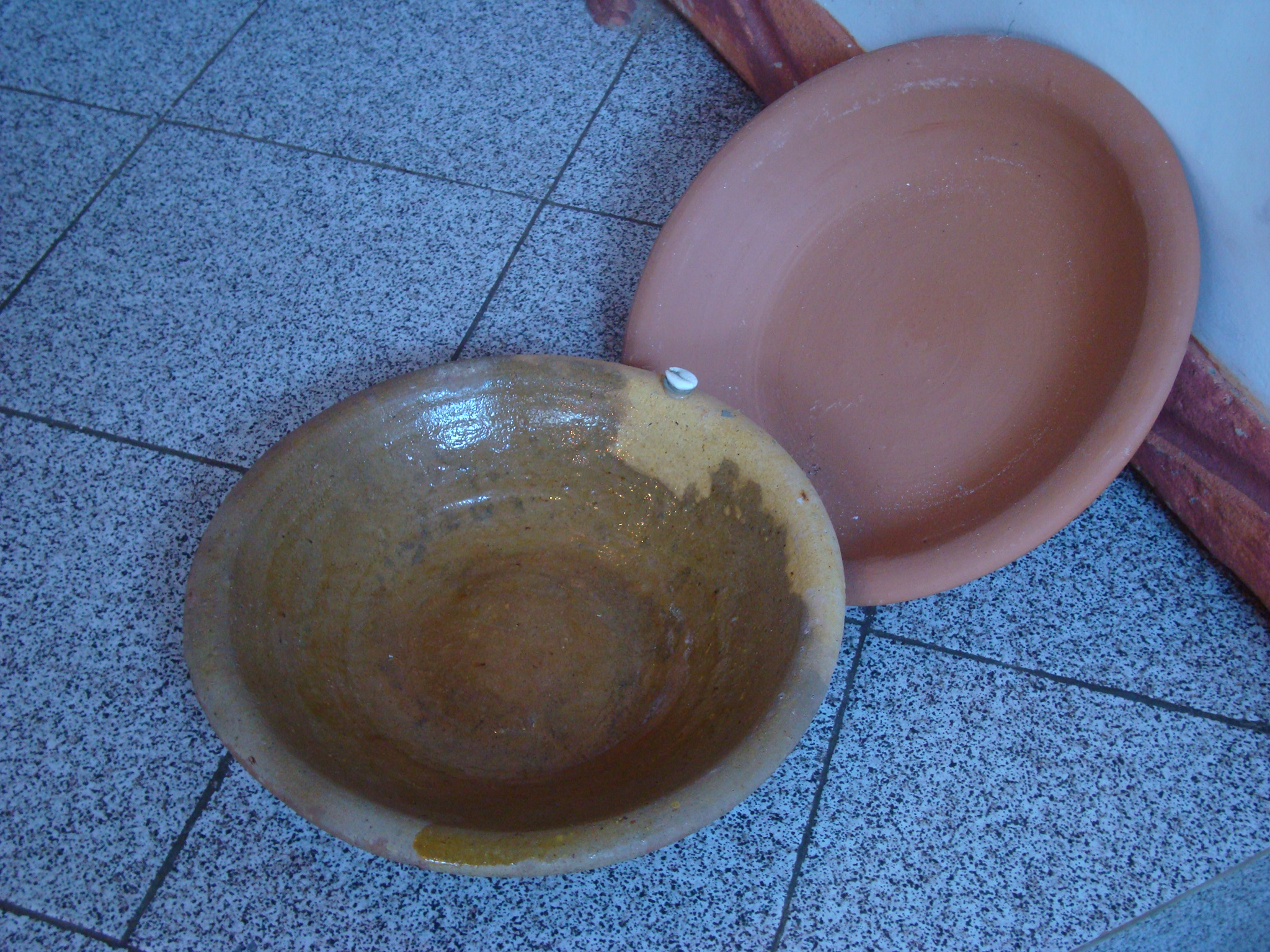
Alguidares rasos e fundos

Alguidar (do em árabe: al-giḍār) é um recipiente redondo, feito de barro, madeira, metal ou plástico em que o diâmetro da boca é superior ao do fundo e que serve para, entre outras funções, lavar e amassar. No português antigo, "escudilha grande". Escudilha é do espanhol "escudilla", que identifica uma tigela grande. Tem geralmente forma circular e cónica e o bordo é virado.
Recipiente muito comum nas casas, era utilizado para fazer pão, lavar louça, repousar carne para produção de morcelas, e até mesmo para banhar as crianças. Em Portugal, é tão comum que empresta seu nome até mesmo para as receitas, como é o caso da "Carne de Alguidar", prato feito com carne de porco, e o "Licor de Alguidar", produzido no Aveiro, ambos tradicionalmente preparados em um recipiente desse tipo. 
Os tempos modernos trouxeram novos materiais e objetos para a cozinha brasileira, e os alguidares foram sendo substituídos por tigelas, potes, bacias. Porém, em Portugal, o termo ainda é utilizado para identificar um vaso, bacia ou pote grande, podendo ser de qualquer material, até mesmo metal e plástico, e nem sempre com a característica cônica. 
No Brasil, é muito presente no Nordeste, em sua versão tradicional feita de barro (Argila), sem alças e sem acabamentos. Porém, encontramos uma variedade de recipientes com o mesmo nome, produzidos em diversos materiais, até mesmo o latão, e com acabamentos diversos, com ou sem alças, pintados e envernizados, e alguns produzidos no artesanato marajoara. Uma das principais regiões produtoras de alguidares é o Nordeste, especialmente o Recôncavo Baiano, com destaque para cidades como Maragojipinho, que chega a ter uma centena de olarias, algumas delas dedicadas ao fabrico desses objetos.  É facilmente encontrado na cozinha baiana, e é objeto indispensável nos rituais das religiões afro-brasileiras.Nesse caso, utiliza-se o de barro, envernizado ou não, dependendo do caso, e serve de recipiente em determinados rituais espirituais. Também é chamado de oberó (obẹrọ) ou de igba-ẹbọ.